# Atsuhiro Miura
Atsuhiro Miura (三浦淳宏?, Miura Atsuhiro; Ōita, 24 luglio 1974) è un allenatore di calcio ed ex calciatore giapponese, di ruolo centrocampista.

## Carriera

### Nazionale
È stato convocato 25 volte nella Nazionale nipponica andando a segno in occasione della sfida contro il Perù valida per la Copa América 1999. Ha fatto parte anche della Nazionale olimpica alle Olimpiadi del 2000.

## Statistiche

### Cronologia presenze e reti in nazionale
| Cronologia completa delle presenze e delle reti in nazionale ― Giappone olimpica | Cronologia completa delle presenze e delle reti in nazionale ― Giappone olimpica | Cronologia completa delle presenze e delle reti in nazionale ― Giappone olimpica | Cronologia completa delle presenze e delle reti in nazionale ― Giappone olimpica | Cronologia completa delle presenze e delle reti in nazionale ― Giappone olimpica | Cronologia completa delle presenze e delle reti in nazionale ― Giappone olimpica | Cronologia completa delle presenze e delle reti in nazionale ― Giappone olimpica | Cronologia completa delle presenze e delle reti in nazionale ― Giappone olimpica |
| Data                                                                             | Città                                                                            | In casa                                                                          | Risultato                                                                        | Ospiti                                                                           | Competizione                                                                     | Reti                                                                             | Note                                                                             |
| -------------------------------------------------------------------------------- | -------------------------------------------------------------------------------- | -------------------------------------------------------------------------------- | -------------------------------------------------------------------------------- | -------------------------------------------------------------------------------- | -------------------------------------------------------------------------------- | -------------------------------------------------------------------------------- | -------------------------------------------------------------------------------- |
| 17-9-2000                                                                        | Canberra                                                                         | Slovacchia olimpica                                                              | 1 – 2                                                                            | Giappone olimpica                                                                | Olimpiadi 2000 - 1º turno                                                        | -                                                                                |                                                                                  |
| 20-9-2000                                                                        | Brisbane                                                                         | Brasile olimpica                                                                 | 1 – 0                                                                            | Giappone olimpica                                                                | Olimpiadi 2000 - 1º turno                                                        | -                                                                                | 45+2’                                                                            |
| 23-9-2000                                                                        | Adelaide                                                                         | Stati Uniti olimpica                                                             | 2 – 2 dts (5 – 4 dcr)                                                            | Giappone olimpica                                                                | Olimpiadi 2000 - Quarti di finale                                                | -                                                                                | 65’ 73’                                                                          |
| Totale                                                                           |                                                                                  | Presenze                                                                         | 3                                                                                |                                                                                  | Reti                                                                             | 0                                                                                |                                                                                  |

## Palmarès

### Club

#### Competizioni nazionali
- Coppa dell'Imperatore: 2

Yokohama Flügels: 1998
Tokyo Verdy: 2004

### Nazionale
- Coppa d'Asia: 2

2000, 2004

### Individuale
- J. League Cup Premio Nuovo Eroe: 1

1997